# Рогачёв, Василий Ефремович
Василий Ефремович Рогачёв (1911 — 1998) — советский работник промышленности, сеточник Камского целлюлозно-бумажного комбината Пермского совнархоза, Герой Социалистического Труда (1961).

## Биография
Родился 29 января 1911 года в деревне Сафонтьево Тверской губернии, ныне Кувшиновского района Тверской области.
Его дед Гурьян и отец Ефрем работали на бумажной фабрике в Тверской губернии.
В 1928 году пришёл на Балахнинский целлюлозно-бумажный комбинат, где стал работать машинистом бумагоделательной машины. В 1932—1935 проходил военную служил в Красной армии — был акустиком на Балтике. Сразу после окончания службы приехал в поселок Краснокамск (ныне город), принимал участие в пуске нового целлюлозно-бумажного комбината и в освоении первой отечественной бумагоделательной машины.
В 1936 был делегатом Чрезвычайного съезда Советов, который принял Конституцию СССР. В 1939 вступил в ВКП(б). Участник Великой Отечественной войны с октября 1941 года. В 1943 служил в роте связи 1336-го стрелкового полка 319-й стрелковой дивизии, старшина. В 1944 году был ранен, в 1945 году был парторгом батальона 491-го стрелкового полка 159-й стрелковой дивизии 1-го Дальневосточного фронта, лейтенант. Был участником Советско-японской войны.
Демобилизовавшись из армии в 1947, вернулся в Краснокамск на тот же целлюлозно-бумажный комбинат. Со временем заслужил славу одного из новаторов бумажной промышленности. В 1961 первым в СССР отлил мелованную бумагу. В этом же году стал делегатом XXI съезда КПСС. Трудился на Камском ЦБК до выхода на пенсию.
Жил в Краснокамске. Умер 18 апреля 1998 года.
Документы, содержащие сведения о Василии Ефремовиче Рогачёве, находятся в архивном отделе администрации Краснокамского муниципального района, в Государственном архиве Пермского края и Пермском государственном архиве новейшей истории.

## Память
- В Краснокамске на доме по адресу — ул. Орджоникидзе, 4, где жил Герой, ему установлена мемориальная доска[5].
- В Пермской области была утверждена премия имени династии рабочих Рогачёвых, которая вручалась лучшим работникам бумажной промышленности[2].

## Награды
- Указом Президиума Верховного Совета СССР от 29 июня 1961 года за выдающиеся успехи, достигнутые в развитии целлюлозно-бумажной промышленности, Рогачёву Василию Ефремовичу присвоено звание Героя Социалистического Труда с вручением ордена Ленина и золотой медали «Серп и Молот»[6].
- Также был награждён орденами Отечественной войны 2-й степени (1985), Красной Звезды (1945) и медалями, в числе которых «За отвагу» (1943) и «За трудовую доблесть» (1960).
- Первый «Почетный гражданин города Краснокамска» (1968)[7].